# Distretto di Tomamae
Il distretto di Tomamae (苫前郡?, Tomamae-gun) è uno dei distretti della sottoprefettura di Rumoi, Hokkaidō, in Giappone.
Attualmente comprende i comuni di Haboro, Shosanbetsu e Tomamae.